# 1파운드의 복음
1파운드의 복음(일본어: 1ポンドの福音 이치폰도노후쿠인[*])은 "주간 영선데이" (쇼가쿠칸)에서 부정기적으로 연재되었던 타카하시 루미코에 의한 일본 만화이다. 복서 청년과 젊은 수녀를 중심으로 한 “인간극장”같은 작품으로, 동명의 제목으로 애니메이션화도 되어 있다. 일본에서는 2007년 3월, 4권째 단행본이 발간되어 완결되었다. 내용은 러브 코미디적 요소도, 스포츠물적 요소도 있어 어느 쪽이라고 말할 수 없는 작품이다.

## 스토리
스토리는 시합마다 한 편이 되어 있어 코사쿠가 대전상대와 그 주변의 인물과 접촉하거나 자신과 싸우든지 하면서 시합이 끝날 때까지를 한 스토리로 해서 그 스토리가 계속 반복되는 형식. 한 스토리마다 각각의 테마가 결정되어 있어 독자를 질리게 하지 않는다.

### 등장인물
하타나카 코사쿠
프로복서이지만 식욕이 왕성해 언제나 감량에 실패하는 근성이 약한 주인공
시스터 안젤라 (마리에)
식욕에 져 버리는 코사쿠를 언제나 참회시키기 위해 다니는 수녀
무코다 관장
코사쿠가 소속하는 무코다 권투 체육관의 관장이며 언제나 코사쿠를 걱정하고 있음
이시다
무코다 권투 체육관 소속, 코사쿠의 코치다.
슌페이 (한국판 준베)
무코다 권투 체육관 소속, 코사쿠의 후배다
원장 수녀
안젤라 수녀에게 접근하는 코사쿠를 방해한다, 엄격한 신앙심을 가지고 있으며, 할머니라 불리는걸 싫어한다.
미즈에
마리에의 이모, 마리에가 수녀원을 나와 결혼하기를 희망하고 있다. 굉장히 세속적인편.

## 애니메이션
애니메이션은 키티필름에서 루믹월드의 일환으로 OVA가 제작되어 있다.

## 텔레비전 드라마

### 개요
2008년 1월 12일부터 3월 8일까지 NTV, CTV, ytv, HTV, FBS, STV, MMT, NNS에서 방송. 첫회만 15분 확대. 전9화. 2008년 9월 3일 일본에서 DVD-BOX가 발매되었다. 평균 시청률은 10.6%, 최고 시청률 13%이다.

### 등장 인물
- 카메나시 카즈야 : 하타나카 코사쿠 역
- 쿠로키 메이사 : 시스터 안젤라 역
- 오카다 요시노리
- 야마다 료스케 : 무코다 카츠미 역
- 타카하시 잇세이
- 이시구로 히데오
- 나미오카 카즈키
- 미츠이시 켄
- 미나미사와 나오
- 스가와라 다이키치
- 나카무라 카오리
- 에구치 노리코

### 제작진
- 권투 협력 : 요네쿠라 복싱 체육관
  - 권투지도 : 우메즈 마사히코
- 자동차 스턴트 : 타카하 레이싱
- 협력 프로듀서 : 코이즈미 마모루, 시타야마 쥰
- 프로듀서 : 카와노 히데히로
- 연출 : 사토 토야, 다나카 미네야, 사쿠마 노리요시, 카리야마 슌스케
- 각본 : 후쿠다 유이치
- 음악 : 이즈츠 아키오, 카와시마 카노우
- 음악 프로듀서 : 시다 히로히데
- 프로덕션 : 전체 미디어 커뮤니케이션
- 저작권 : NTV

### 주제가
- KAT-TUN - "LIPS"
- 이미지 송 (드라마 시작 전 예고 CM에서 사용) : "We Will Rock You"- 노래 : Queen

### 방송일 및 부제·시청률
| 각화                                      | 방송일          | 부제                                         | 시청률 |
| ----------------------------------------- | --------------- | -------------------------------------------- | ------ |
| 제1화                                     | 2008년 1월 12일 | 좋아해요! 수녀님!                            | 13.0%  |
| 제2화                                     | 2008년 1월 19일 | VS 겁쟁이 남자! 이기면 데이트 모두 대식이다! | 11.4%  |
| 제3화                                     | 2008년 1월 26일 | 어머니의 일입니까? 울트라맨이 되는 방법      | 11.1%  |
| 제4화                                     | 2008년 2월 2일  | 연적은 천재 요리사! 세계 제일의 러브 레터    | 9.0%   |
| 제5화                                     | 2008년 2월 9일  | 어려운 때, 과거가 아닌 미래를 생각해         | 9.6%   |
| 제6화                                     | 2008년 2월 16일 | 굳세어라! 괴롭힘 당한 여자 복서              | 10.5%  |
| 제7화                                     | 2008년 2월 23일 | 악덕 호스트에 큰 빚을 진 사랑과 돈을 건 싸움 | 10.7%  |
| 제8화                                     | 2008년 3월 1일  | 안녕 수녀님!! 근성 없는 눈물의 펀치          | 8.8%   |
| 최종화                                    | 2008년 3월 8일  | 결혼!? 길 대작전 사랑과 구운 고구마로 여행   | 11.3%  |
| 평균 시청률: 10.6%                        |                 |                                              |        |
| (시청률은 간토 지방·비디오 리서치사 조사) |                 |                                              |        |